# Електрометалургійний завод у Даммамі (Al Usaimi)
Електрометалургійний завод у Даммамі (Al Usaimi) – підприємство чорної металургії Саудівської Аравії, яке діє у індустріальній зоні на південно-західних околицях Даммаму та належить Al Usaimi Steel зі складу Al Usaimi Holding Group.
В 2003 році на майданчику заводу ввели в дію:
- індукційну піч;
- машину безперервного виливу сортової заготовки;
- прокатний стан, розрахований на випуск будівельної арматури та прутків.
Річна потужність заводу становить 60 (за іншими даними – 70) тисяч тон, а основне обладнання було постачене з Південної Кореї.
Al Usaimi Group має цілий ряд інших виробництв, зокрема, з випуску труб та металевих конструкції, при цьому переробка отриманого під час їх роботи брухту є одним із завдань сталеплавильного майданчику.